# Franz Belke
Franz Belke (* 17. August 1876 in Förde, heute Grevenbrück; † 18. Juli 1941 in Grevenbrück) war ein deutscher Bildhauer.

## Leben und Werk
Franz Belke wurde als Sohn des Bäckermeisters und Gastwirts Phillip Belke in Förde (heute Grevenbrück) geboren. Nach der Volksschule begann er eine Lehre in Wiedenbrück bei Anton Mormann, einem Bildhauer der Wiedenbrücker Schule. Nach vierjähriger Lehrzeit arbeitete Belke bei verschiedenen Bildhauern im Rheinland und in Westfalen. In den Jahren von 1900 bis 1903 besuchte er aufgrund seiner hohen Begabung die Kunstakademie Düsseldorf und die Kunstakademie München. Im Jahr 1904 machte sich Belke in seinem Heimatort Förde selbständig. Hier entstand noch im gleichen Jahr das heute unter Denkmalschutz stehende Kriegerehrenmal „Mälo“, auf dem die Gefallenen des Deutsch-Französischen Kriegs von 1870/1871 verewigt sind.
Belke nahm am Ersten Weltkrieg teil. Das Kriegserlebnis beeinflusste sein weiteres Schaffen tief und schlug sich nieder in zahlreichen Kriegerehrenmalen in der näheren und weiteren Umgebung. Hervorzuheben sind die beiden unter Denkmalschutz stehenden Ehrenmale mit dem Löwen in Bilstein sowie das Denkmal am Bahnhof in Meggen. Hauptanliegen von Belke war aber die Darstellung christlicher Inhalte in Stein, wobei insbesondere Marmor, Muschelkalk und Sandstein Verwendung fanden. Bekannte Werke sind die ebenfalls unter Denkmalschutz stehende St.-Barbara-Statue in Meggen auf der Lennebrücke, die auf dem Kirchplatz in Grevenbrück stehende Madonna, die über drei Meter hohe Monumentalfigur des heiligen Petrus Canisius für die St. Patrick’s Cathedral in New York und die drei Meter hohe Christkönigsfigur in Wien.
Die Werke Belkes sind geprägt von monumentaler Größe sowie von der Anmut und Schlichtheit der von ihm geschaffenen Figuren, sie kommen in der St.-Barbara-Statue auf der Lennebrücke in Meggen und in der Madonnen-Statue an der Kirche in Grevenbrück besonders zum Ausdruck (vergleiche Bildergalerie). Die Wertschätzung der Arbeiten von Belke zeigt sich auch darin, dass fünf von ihm in Lennestadt aufgestellte Werke unter Denkmalschutz stehen – vergleiche die Liste der Baudenkmäler in Lennestadt.
Belke starb im Alter von 65 Jahren am 18. Juli 1941 in Grevenbrück.
Beim Abbruch eines Gasthofs in Finnentrop Anfang 2013 stieß man auf ein bisher kaum bekanntes, von ihm im Jahr 1924 aus Marmor gefertigtes Relief, das als Abdeckung einer Kühlanlage für Sektflaschen diente. Der Fund fand viel Beachtung. Das Museum der Stadt Lennestadt erhob das Relief zum Exponat des Monats 2013.

## Galerie

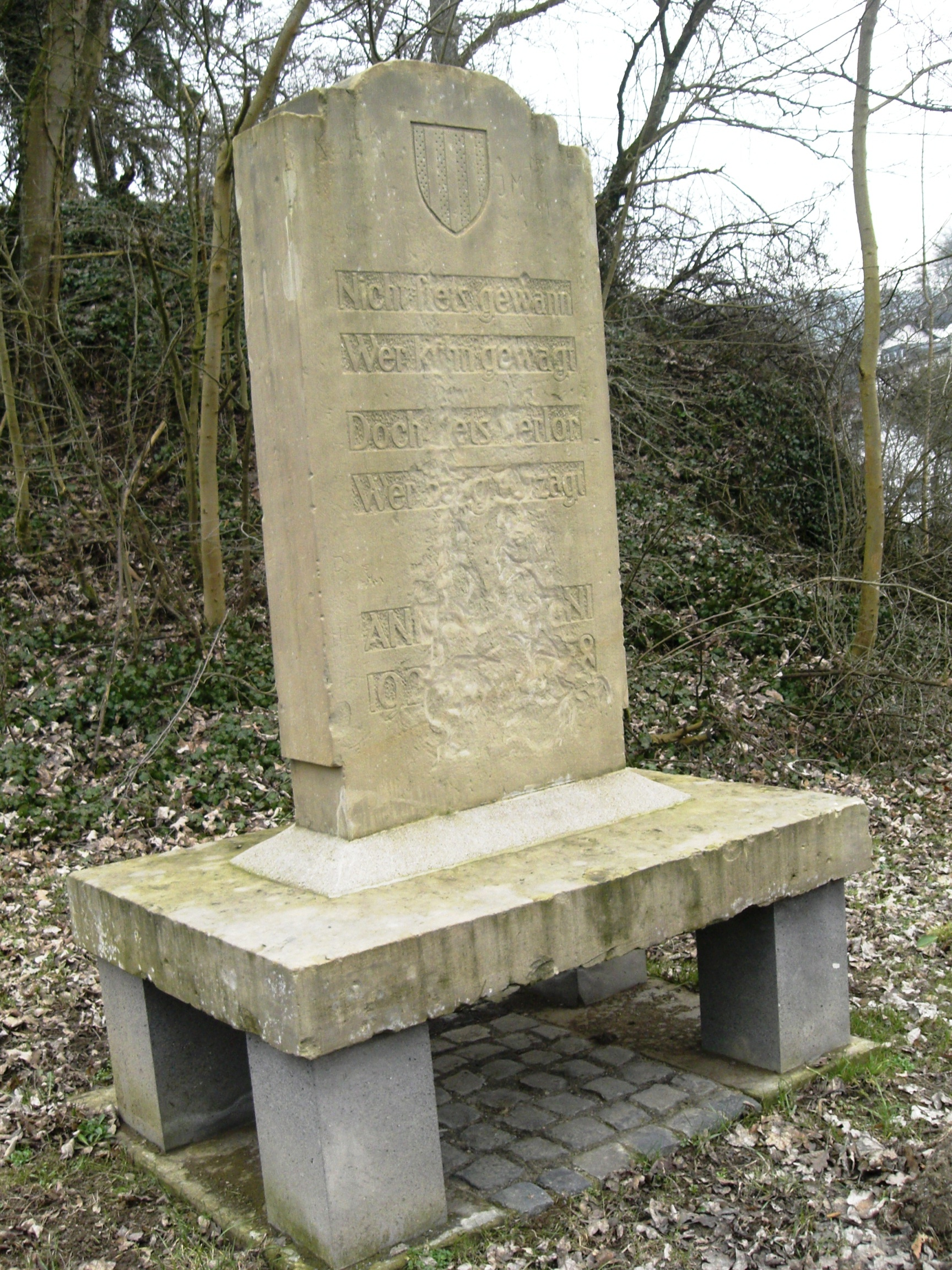
Gedenkstein an den Straßenbau Altenhundem – Bilstein (1928)
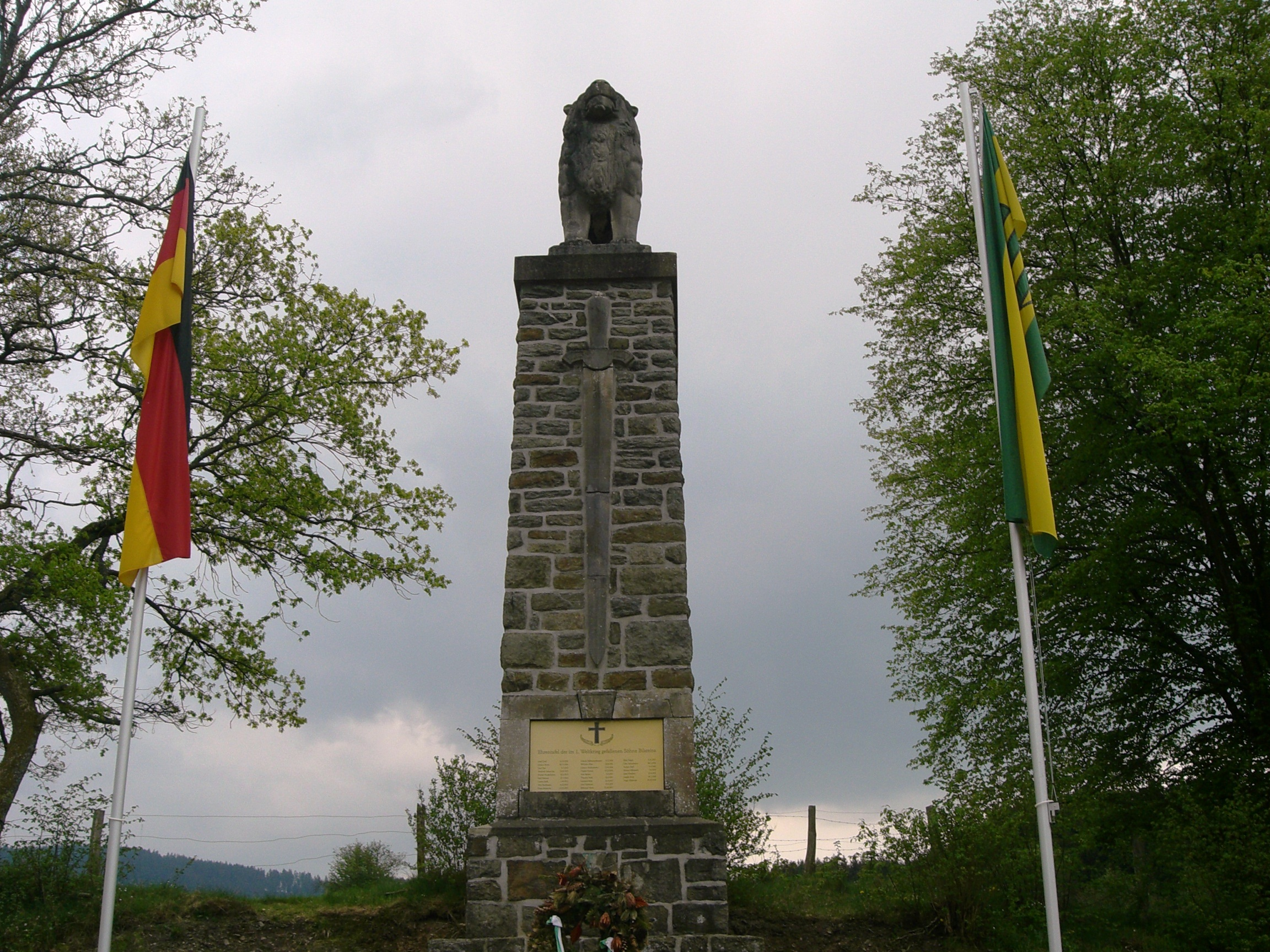
Ehrenmal in Bilstein am Krähenberg (1928/29)
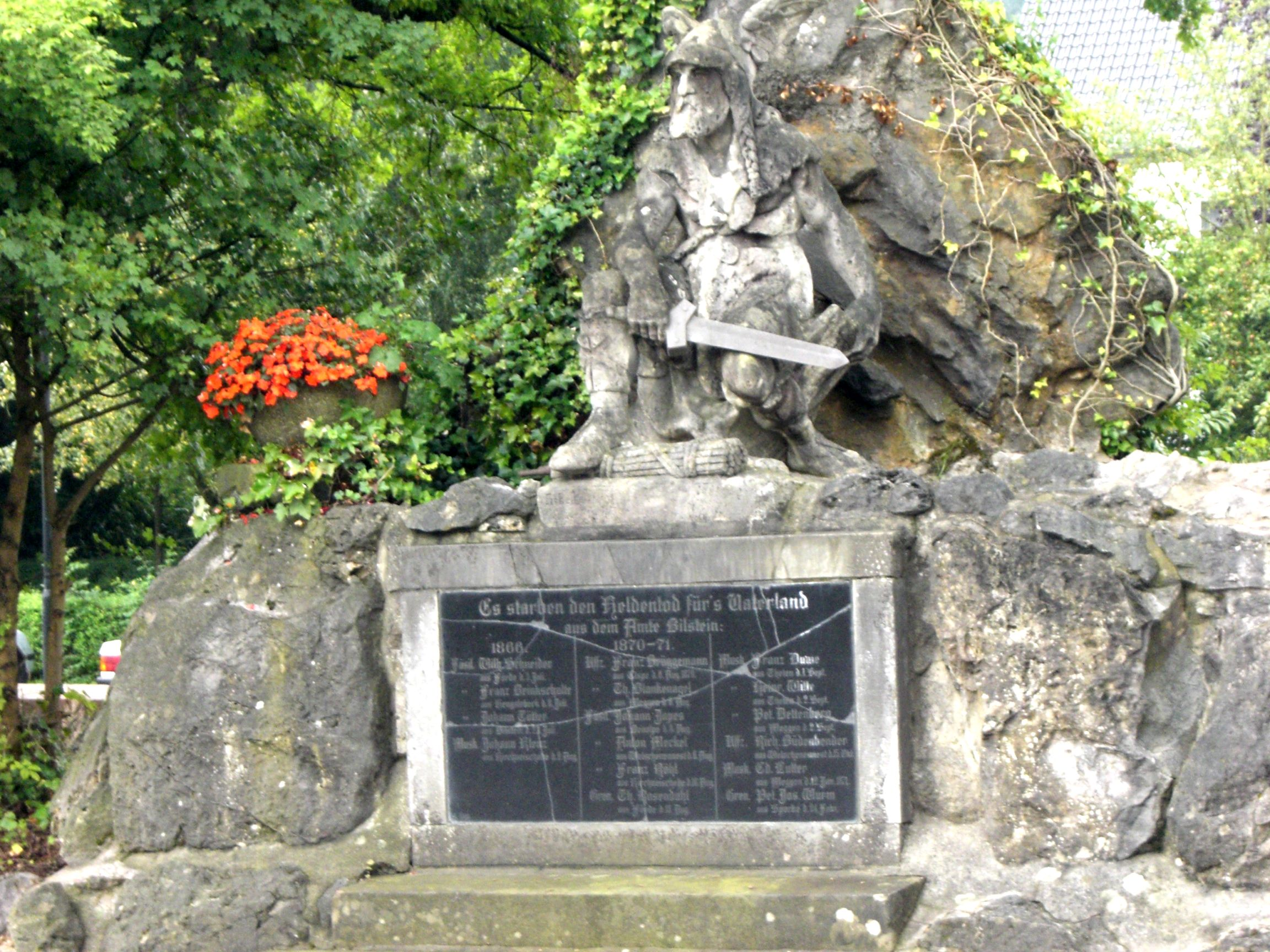
Kriegerehrenmal Mälo in Grevenbrück (1904)
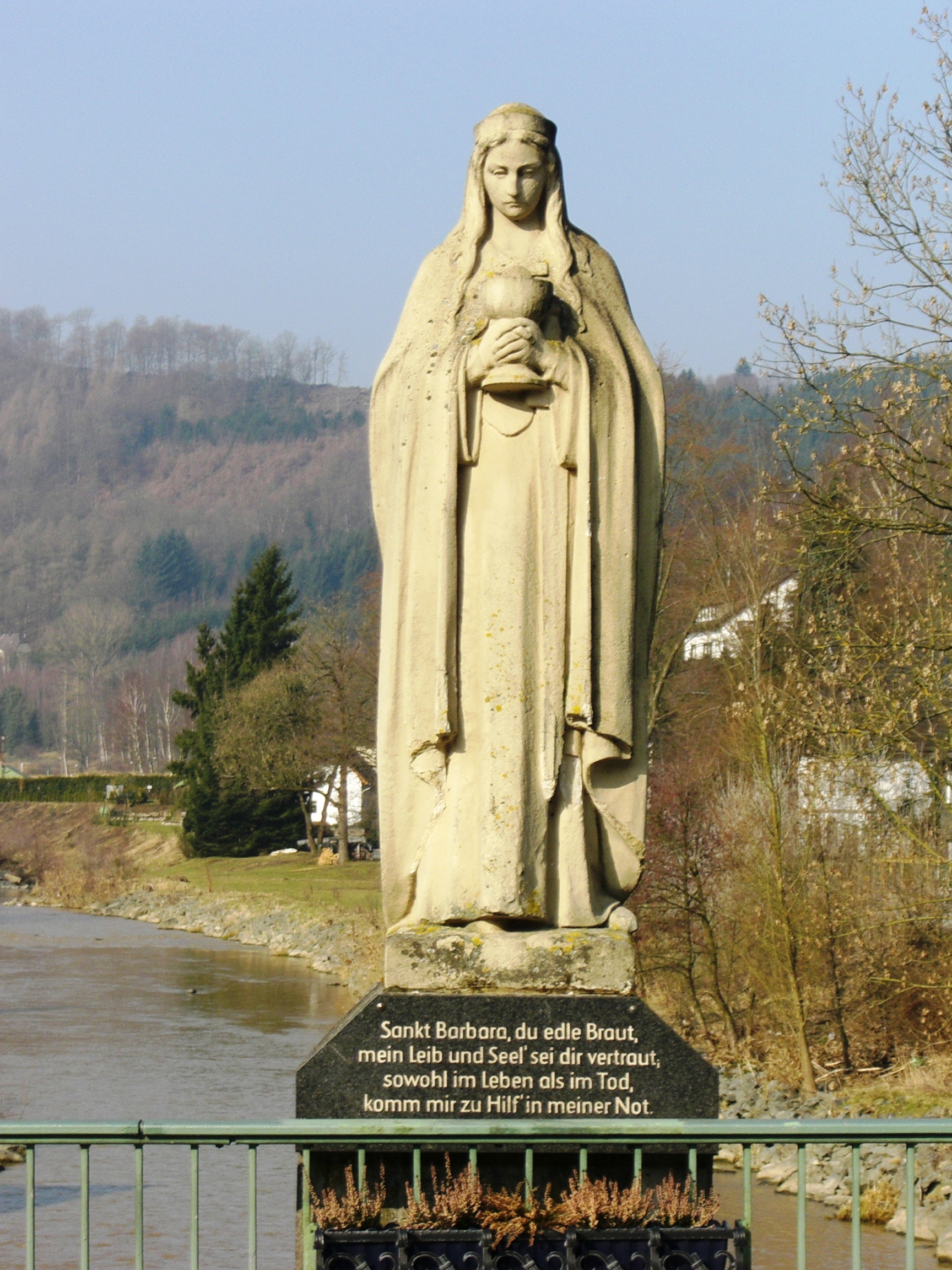
St. Barbara auf der Lennebrücke in Meggen (1930)
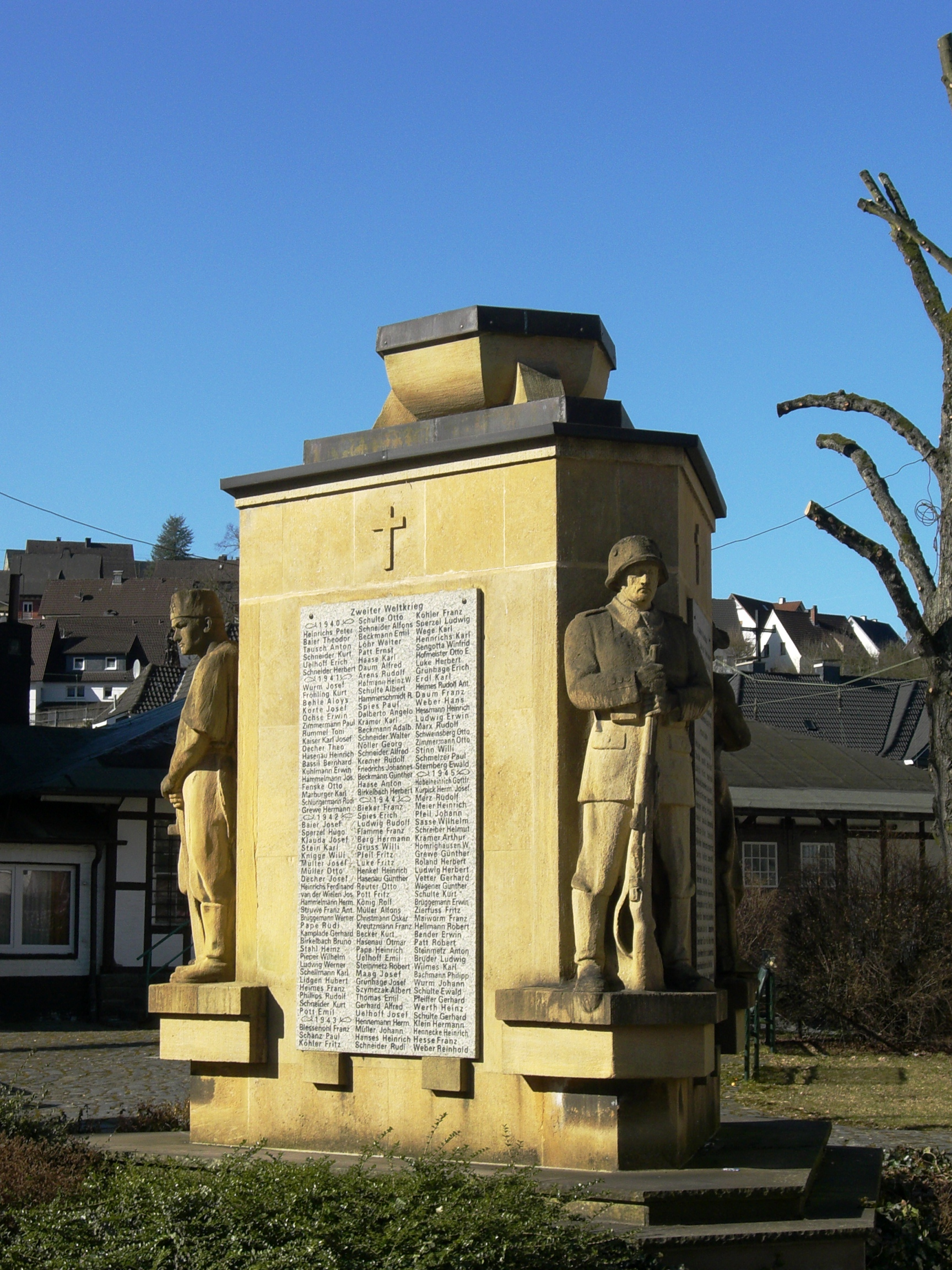
Kriegerehrenmal in Meggen (1933)
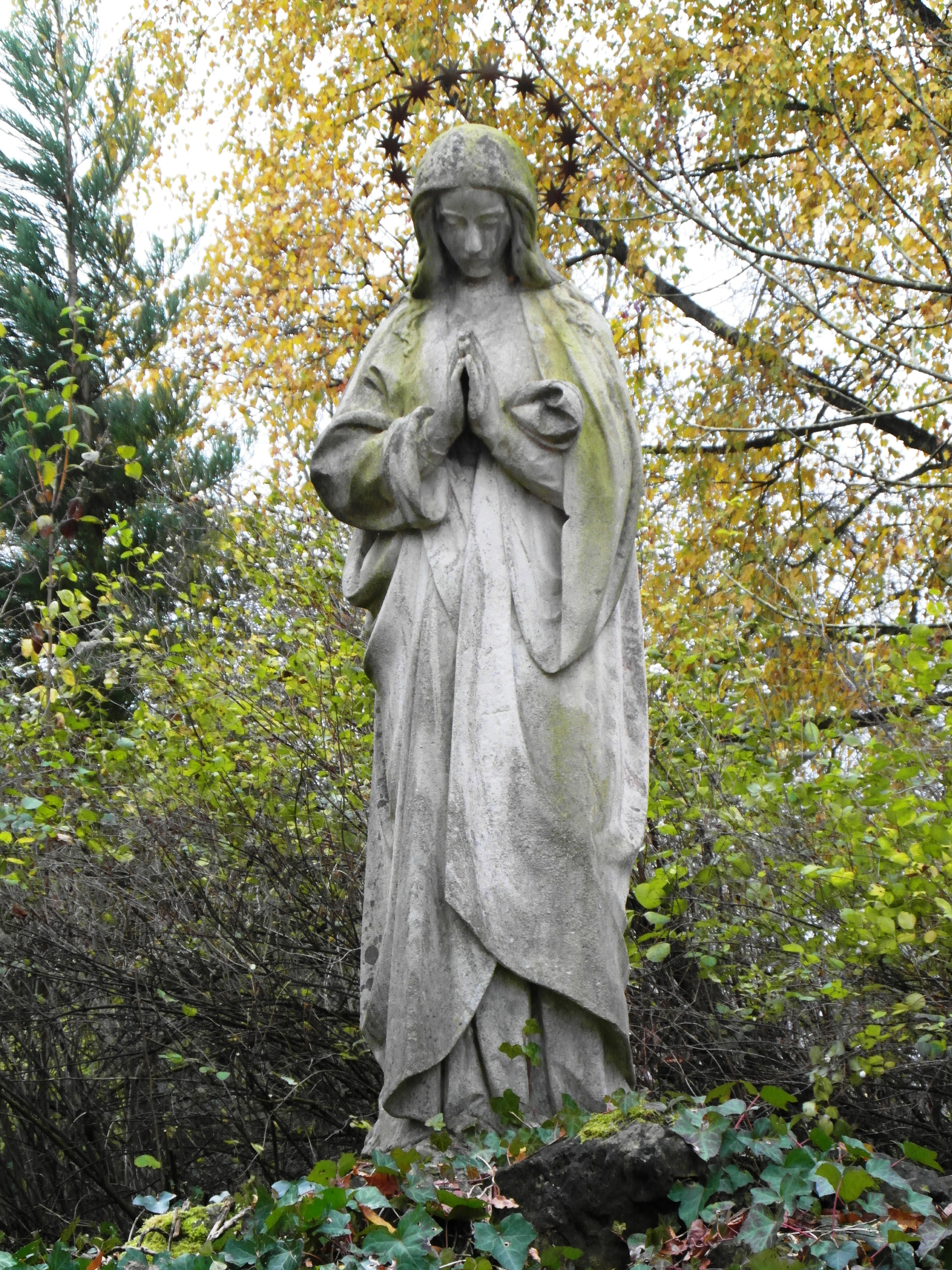
Madonna auf dem Kirchplatz in Grevenbrück
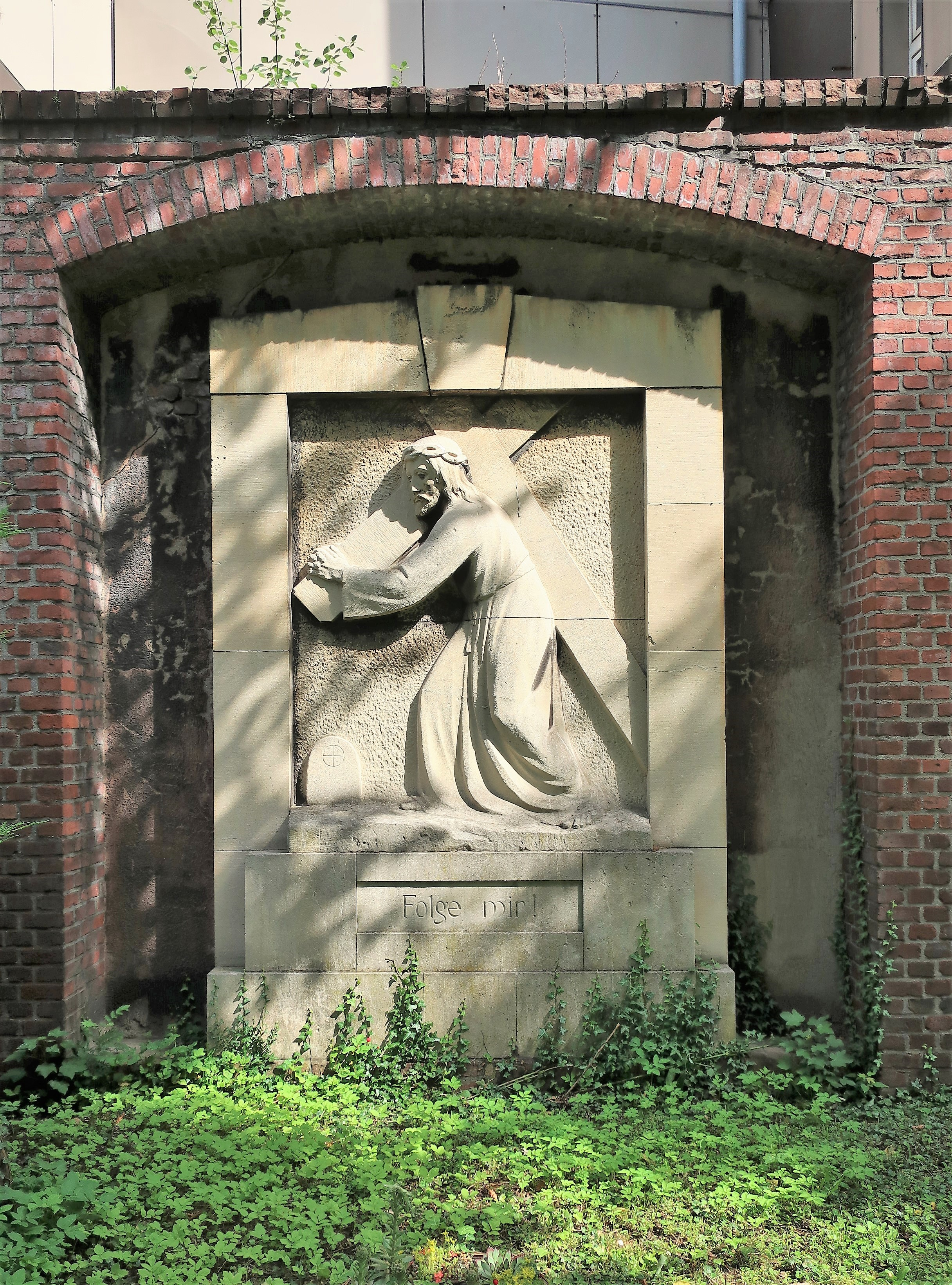
Relief bei St. Bonifatius Hagen-Haspe (um 1930)